# Medley (Florida)
Medley è un comune degli Stati Uniti d'America situato nella parte settentrionale della Contea di Miami-Dade dello Stato della Florida.
Secondo le stime del 2011, la città ha una popolazione di 838 abitanti su una superficie di 11,10 km².